# Grant Thornton LLP
Grant Thornton LLP est le membre américain de Grant Thornton International, la septième plus grande entreprise de comptabilité dans le monde sur une base de chiffre d'affaires.
Grant Thornton LLP est le sixième cabinet de comptabilité et de conseil américain. L'entreprise exploite 58 bureaux à travers les États-Unis avec environ 7000 employés et 550 partenaires. Elle génère des revenus annuels de plus de 1,45 G $ américains,.
Basée à Chicago, Grant Thornton LLP offre trois lignes de services : l'audit, la fiscalité et les services-conseils. Ses services-conseils et ses domaines d'expertise incluent : la conformité à la loi Sarbanes-Oxley, les fusions et les acquisitions, la taxation et l'évaluation d'entreprise. Les industries cibles incluent la construction, la distribution, l'énergie, les services financiers, la nourriture et les boissons, les soins de santé, l'hôtellerie et la restauration, les sciences de la vie, la fabrication, les organismes sans but lucratif, le capital-investissement, le secteur public, de l'immobilier, la vente au détail, la technologie et le transport.